# Maiboomsche Liebesbuche

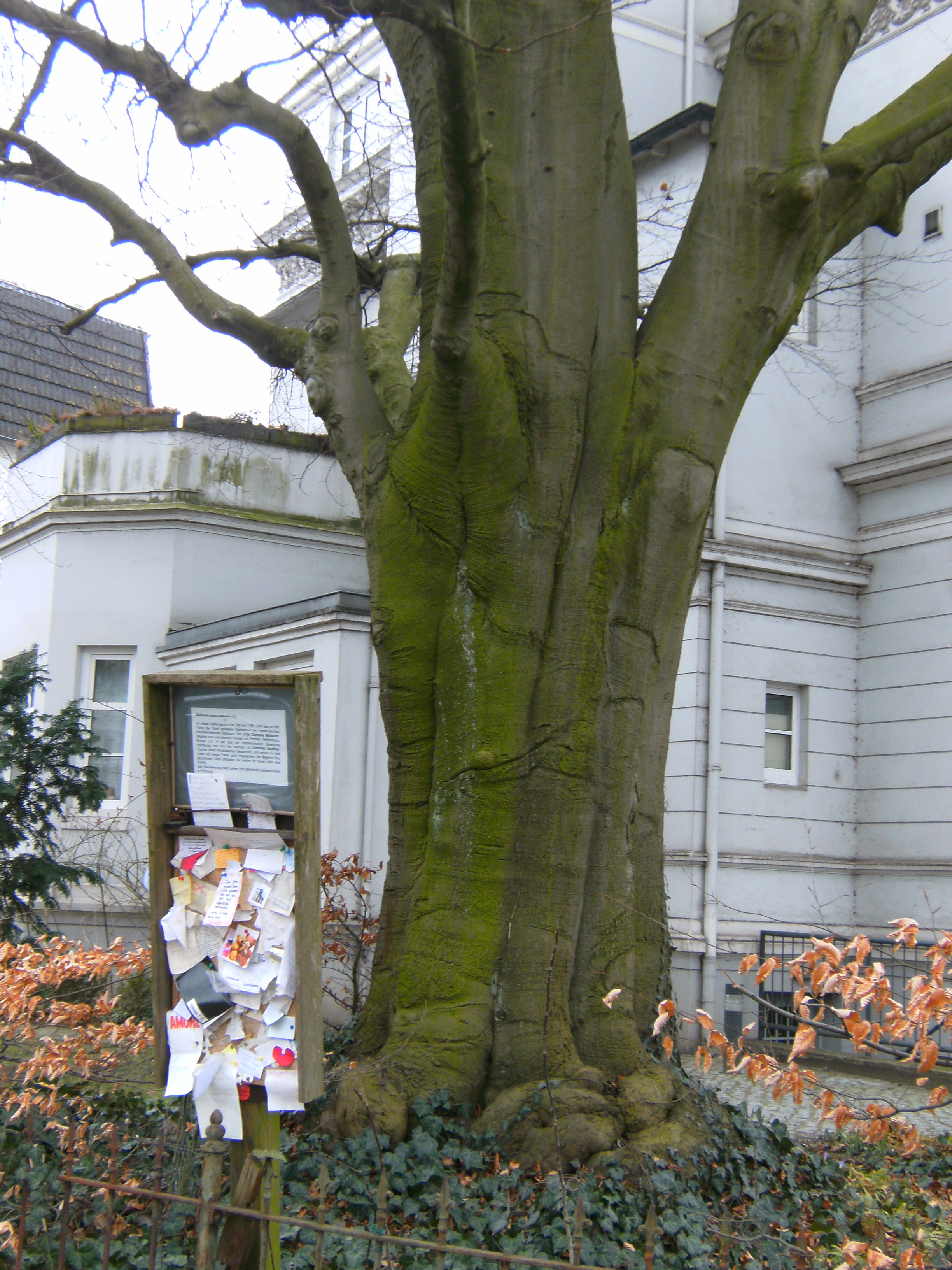
Die Maiboomsche Liebesbuche befindet sich in der Nähe des Kuhmühlenteichs in Hamburg Ecke Eilenau/Lessingstraße. Hier werden Liebeswünsche und -hoffnungen auf einem Hinweisbrett angeheftet

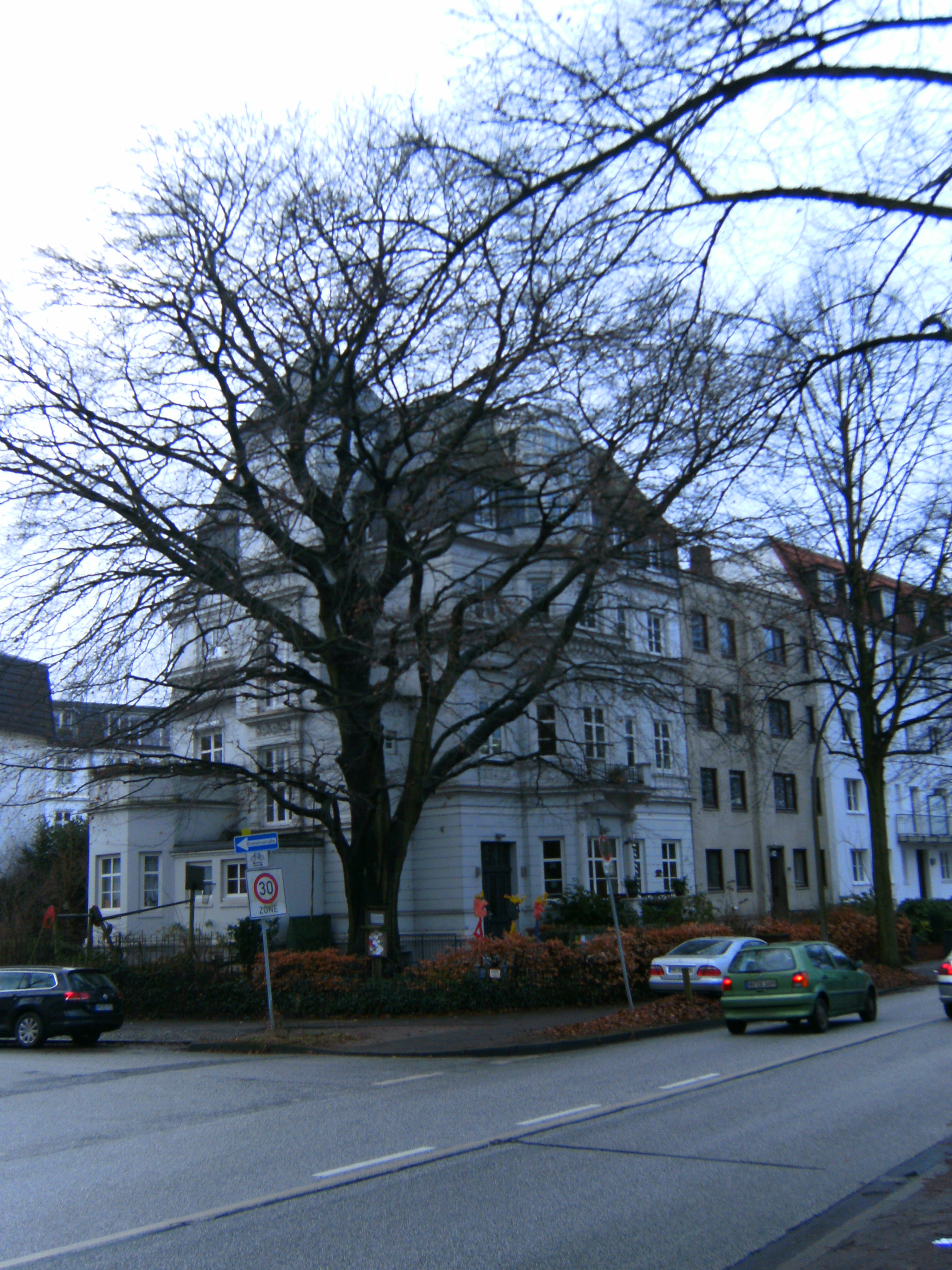
Maiboomsche Liebesbuche im Winter

Die Maiboomsche Liebesbuche ist eine Buche in Hamburg-Hohenfelde im Eckgrundstück Eilenau/Lessingstraße am Rande des Kuhmühlenteichs. An einer Pinnwand vor dem Baum werden Zettel mit Wünschen für Glück in der Liebe und Dank für erfüllte Liebe angepinnt.

## Geschichte

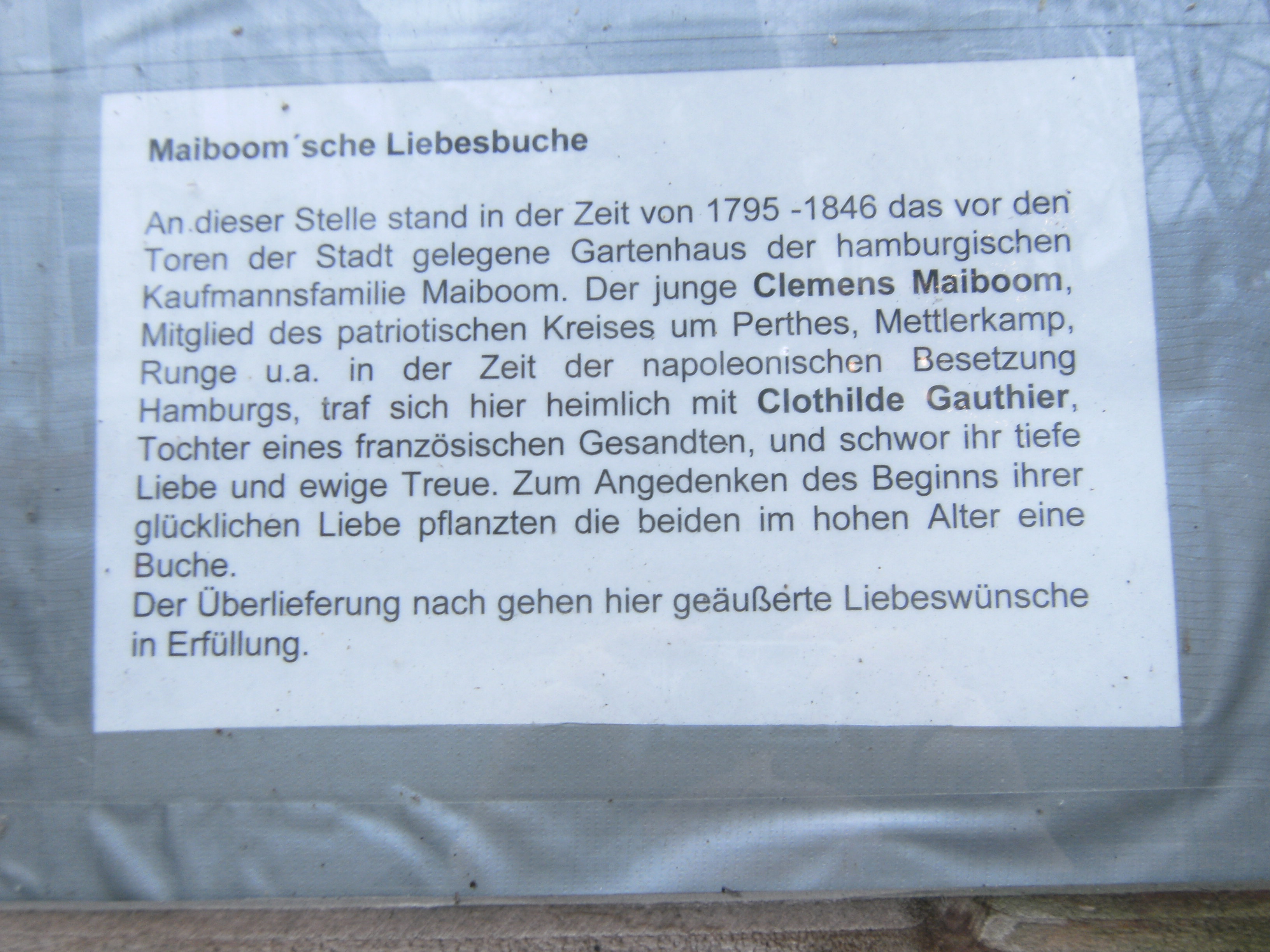
Informationstafel

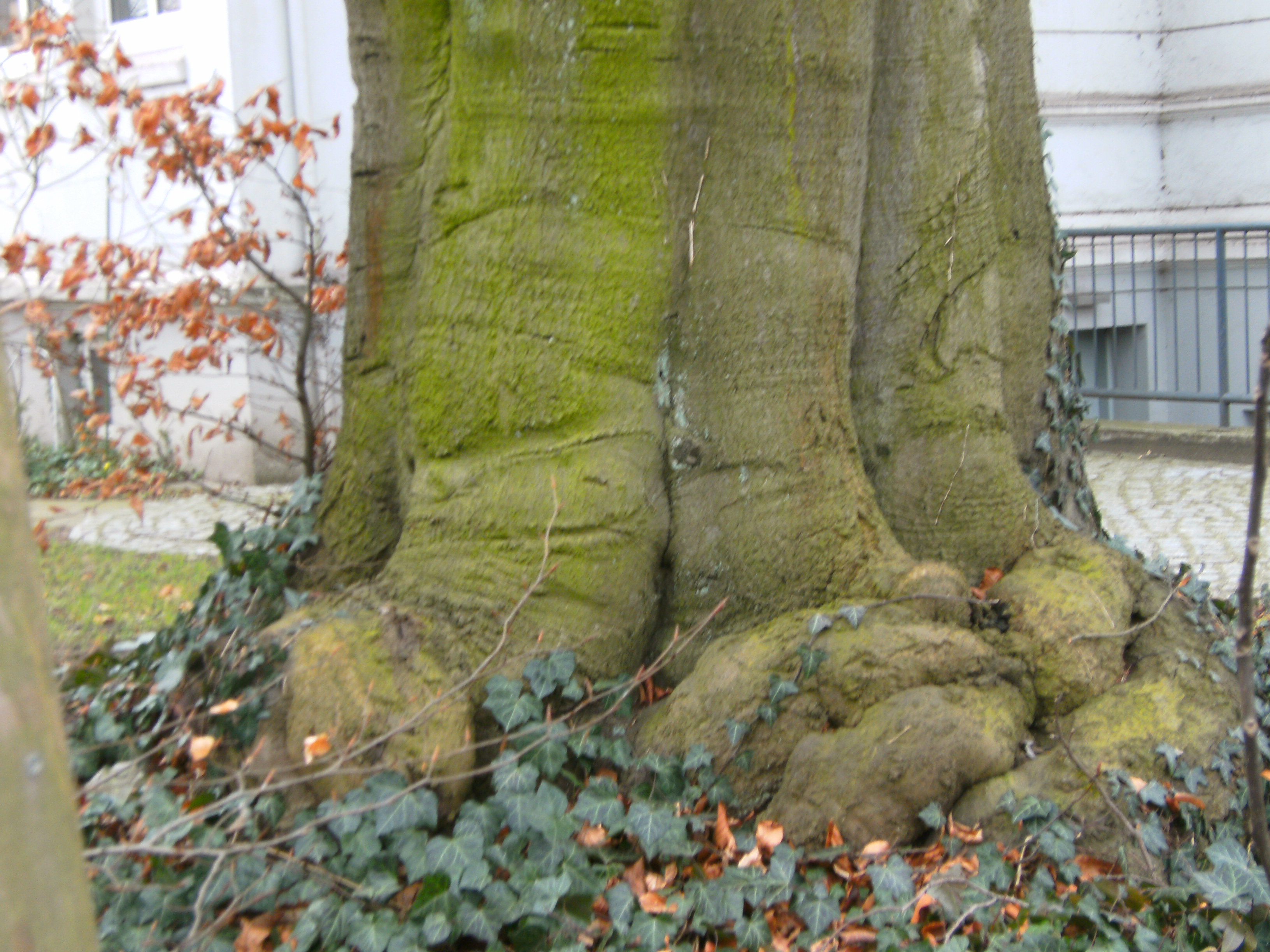
Die „Maiboom'sche Liebesbuche“ befindet sich in der Nähe des Kuhmühlenteichs in Hamburg Ecke Eilenau/Lessingstraße. Stammumfang im März 2021 ca. 5 Meter

Auf dem Grundstück stand von 1795 bis 1845 das Gartenhaus der Hamburger Kaufmannsfamilie Maiboom. In der Hamburger Franzosenzeit trafen sich hier heimlich Clemens Maiboom, Mitglied des Patriotischen Kreises, und Clothilde Gauthier, Tochter eines französischen Gesandten. Die beiden pflanzten in hohem Alter diese Buche als Symbol für ihre Liebe.

## Die Pinnwand

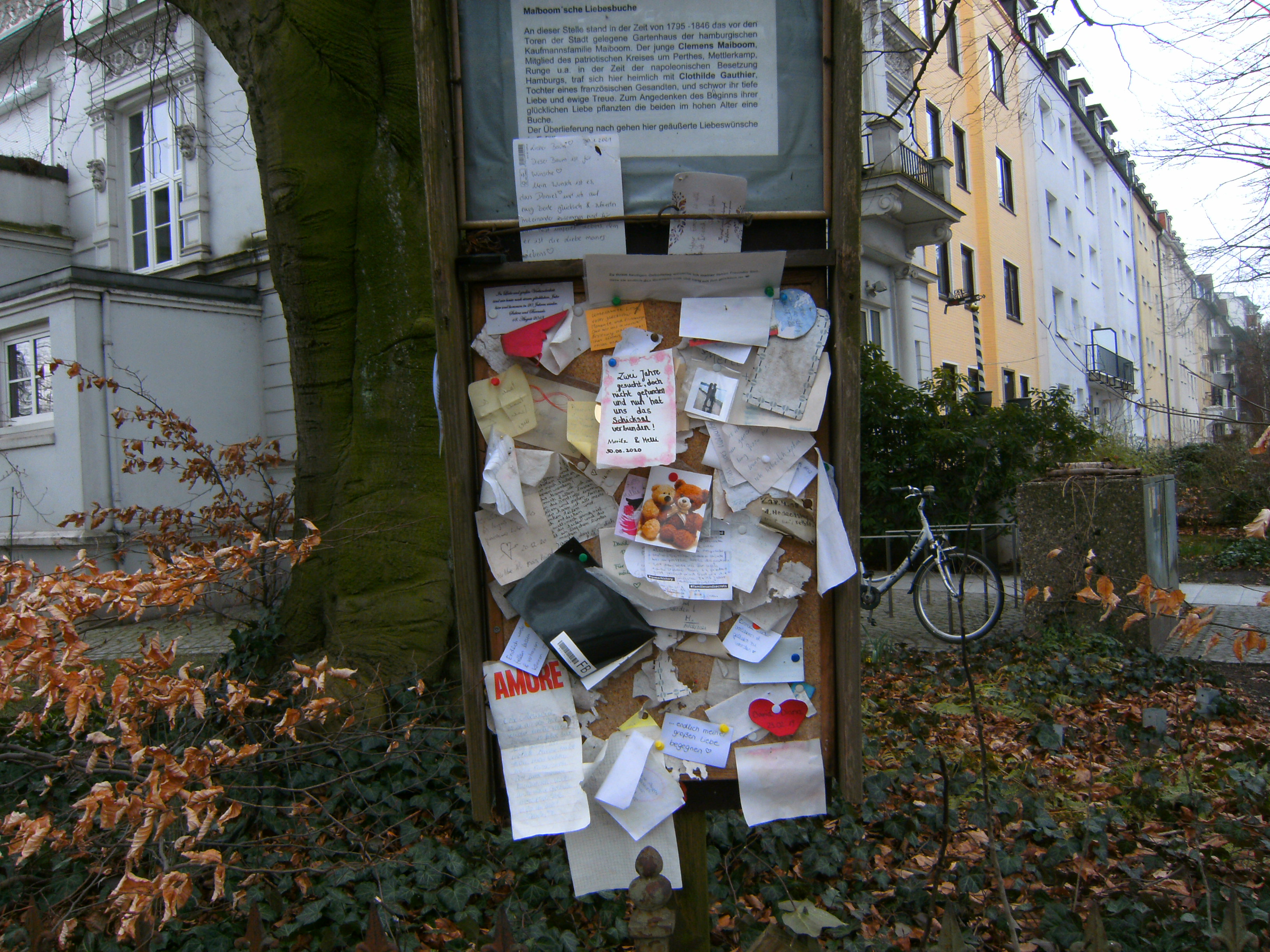
Die „Maiboom'sche Liebesbuche“ befindet sich in der Nähe des Kuhmühlenteichs in Hamburg Ecke Eilenau/Lessingstraße. Liebeswünsche und -hoffnungen auf dem Veröffentlichungsbrett im März 2021 während der Covid-19-Pandemie

Verliebte oder verlassene Menschen heften an der Pinnwand auf Zetteln Botschaften und Wünsche ab. Textbeispiele: „Wir bleiben immer zusammen“, „In Liebe und großer Verbundenheit“, „gib mir die Liebe meines Lebens zurück“. Der Eigentümer des Grundstücks betreut die Buche und die Pinnwand.

## Filme
- Moin Hamburg!: Reise zum Mittelpunkt Hamburgs bei YouTube.